# Porthos-project
Het Porthos-project is een project voor ondergrondse CO2-opslag, dat is gepland in de haven van Rotterdam en de Noordzeekust. Porthos is een acroniem voor Port of Rotterdam CO2 Transport Hub and Offshore Storage. Grote bedrijven in het havengebied zullen de CO2 die bij hun industriële processen vrijkomt afvangen en leveren aan Porthos, dat vervolgens zorgt voor transport en opslag van het gas in een voormalig aardgasveld onder de Noordzee voor de kust van Rotterdam. Het proces van afvangen en opslaan van kooldioxidegas (CO2) wordt internationaal aangeduid als van carbon capture and storage (CCS).
Porthos is een publiek bedrijf in eigendom van Energie Beheer Nederland (EBN), Nederlandse Gasunie en het Havenbedrijf Rotterdam (HbR). Het is de houder van de door EZK verleende opslagvergunningen en beheert de infrastructuur. Het is de bedoeling dat vanaf 2026 met de opslag kan worden begonnen en dat het veld in 2042 vol is en definitief wordt afgesloten.

## Doel en deelnemers
Het Porthos-project moet een belangrijke bijdrage gaan leveren aan het realiseren van de klimaatdoelen van 2030 door CO2 van de industrie in de Rotterdamse haven af te vangen, dit via een buizenstelsel van Rotterdam naar het P18-A-platform te pompen en vervolgens op te slaan in een voormalig (leeg) aardgasveld onder de Noordzee. Minister voor Klimaat en Energie Rob Jetten verwachtte het klimaatdoel
voor 2030 zonder Porthos niet te halen. In het havengebied van Rotterdam vindt circa 14% van de Nederlandse CO2-uitstoot plaats.
Porthos is een samenwerkingsverband van de overheidsbedrijven Havenbedrijf Rotterdam (HbR), Nederlandse Gasunie en Energie Beheer Nederland (EBN). De klanten van Porthos die de CO2 gaan aanleveren zijn de vier internationale industriebedrijven Air Liquide, Air Products, ExxonMobil en Shell. Voor de deelnemende bedrijven zal het project naar verwachting zeer rendabel zijn, omdat zij door vermindering van hun CO2-uitstoot EU-emissierechten besparen. Zij hoeven dan minder emissierechten in te kopen of kunnen zelfs certificaten die zij al in hun bezit hebben verkopen. Die zijn de afgelopen jaren flink in waarde gestegen. Voor de klanten van Porthos wordt volgens de Algemene Rekenkamer een rendement tot meer dan 34% verwacht. Voor Porthos zal dat niet de beoogde 6,6% zijn, maar naar verwachting slechts 2,2%. Daarbij zijn de risico's voor Porthos en na 2062 voor het Rijk.

## Infrastructuur
De infrastructuur van het project is in publieke handen en gefinancierd door drie staatsdeelnemingen: Energie Beheer Nederland (EBN), Gasunie en het Havenbedrijf Rotterdam (HbR). De infrastructuur bestaat uit een leiding door het havengebied, een compressorstation om de CO2 op druk te brengen en een leiding vanaf de kust naar een platform op de Noordzee. Hiervandaan moet het in de diepe ondergrond worden opgeslagen in een voormalig aardgasveld. De geschatte investeringskosten bedragen 1,2 miljard euro.

## Aanleg
Voor de aanleg van de infrastructuur werd op grond de Wet natuurbescherming een beroep gedaan op de omstreden algemene bouwvrijstelling in de Stikstofwet. De milieu-organisatie Mobilisation for the Environment (MOB) tekende bij de Raad van State bezwaar aan tegen het toepassen van de bouwvrijstelling bij de aanleg van het Porthos-project. Volgens MOB werden daarmee de stikstofnormen ontdoken.
Op 2 november 2022 oordeelde de RvS in een tussenvonnis, dat de bouwvrijstelling niet voldoet aan het Europees natuurbeschermingsrecht uit de Habitatrichtlijn, dat vereist dat individuele beschermde natuurgebieden geen schade oplopen, en er niet op een hoger schaalniveau gekeken mag worden naar maatregelen die bovendien onzeker zijn qua uitvoering. Projecten mogen echter wel individueel worden beoordeeld op de mogelijke gevolgen van de uitstoot van stikstof. Dit betekent dat bouwactiviteiten bij een vergunningsaanvraag getoetst dienen te worden aan lokale stikstofgevolgen. Na de uitspraak moest per bouwproject weer onderzoek gedaan worden naar de gevolgen van de uitstoot van stikstof door de aanleg van het project. In het geval van Porthos bepaalde de RvS in zijn einduitspraak op 16 augustus 2023 dat de belastende stikstofuitstoot beperkt en tijdelijk was en op de lange termijn verwaarloosbaar. Ondanks de ongeldigheid van de algemene bouwvrijstelling mocht het project dus toch doorgaan.